# Fredrik Stoor
Fredrik Olof Esaias Stoor Siekkinen (Stockholm, 1984. február 28. –) svéd labdarúgó, aki jelenleg a Fulhamben játszik hátvédként.

## Pályafutása

### Hammarby
Stoor 1996-ban, 12 évesen került a Hammarby IF ifiakadémiájára. 2001 januárjában próbajátékon vett részt a Manchester Unitednél, de nem sikerült meggyőznie az angol klub vezetőit. 2006-ig maradt a Hammarbynál, 51 mérkőzésen lépett pályára és két gólt lőtt.

### Rosenborg
2006 decemberében a norvég Rosenborghoz igazolt, ahol 46 mérkőzésen kapott lehetőséget. Hét alkalommal az európai porondon is bizonyíthatott.

### Fulham
A Rosenborgban nyújtott teljesítményének köszönhetően több nagyobb bajnokságban is felfigyeltek rá. 2008 nyarán a Fulhamhez szerződött. 2008. augusztus 27-én, egy Leicester City elleni Ligakupa-meccsen debütált a fehér mezeseknél. 2009 szeptemberében kölcsönvette a Derby County először csak egy hónapra, de jó teljesítménye miatt még két hónappal megtoldották a szerződését.

## Válogatott
Stoor 2008 óta tagja a svéd válogatottnak, részt vett a 2008-as Eb-n is.

## Külső hivatkozások
- Fredrik Stoor pályafutásának statisztikái a Soccerbase oldalon (angolul)

- Fredrik Stoor adatlapja az EuroSport honlapján
- Fredrik Stoor adatlapja a Fulham honlapján
- Fredrik Stoor adatlapja a Derby County honlapján

## Fordítás
- Ez a szócikk részben vagy egészben  a   Fredrik Stoor című angol Wikipédia-szócikk fordításán alapul.  Az eredeti cikk szerkesztőit annak laptörténete sorolja fel. Ez a jelzés csupán a megfogalmazás eredetét és a szerzői jogokat jelzi, nem szolgál a cikkben szereplő információk forrásmegjelöléseként.